# Alberik II van Spoleto
Alberik II van Spoleto (voor 915 - Rome, 31 augustus 954) was hertog van Spoleto.
Hij was een zoon van Alberik I van Spoleto en van Marozia. Hij werd, nadat hij Hugo van Arles, met wie zijn moeder was hertrouwd, had verjaagd, in 932 heer van Rome. Hij bestuurde 23 jaar deze stad. Zijn (buitenechtelijke) zoon Ottaviano van Spoleto volgde hem op, en werd later onder de naam van Johannes XII tot paus verkozen.

## Referentie
- art. Alberic (2), in S. de Bruin, Geographisch-historisch woordenboek. Deel 1: A-G, Leiden, 1869, p. 104.